# Piper quitense
Piper quitense är en pepparväxtart som beskrevs av C. Dc.. Piper quitense ingår i släktet Piper och familjen pepparväxter. Inga underarter finns listade i Catalogue of Life.